# Eanus singularis
Eanus singularis là một loài bọ cánh cứng trong họ Elateridae. Loài này được Mannerheim miêu tả khoa học năm 1852.